# تاريخ الخانات في دمشق
تاريخ الخانات في دمشق على امتداد تاريخ مدينة دمشق السورية ومنذ بزوغ فجر الحضارات كانت دمشق مركزًا للحضارة ولها موقعها على طرق التجارة العالمية بين الشرق والغرب، وكانت مقصدًا للتجار والقوافل التجارية والزائرين من كل مكان وبتواصل جميع الحضارات التي مرت على المدينة، وكانت مركزًا قياديًا ومستودعًا لتجارة الشرق، كان من الضروي لكل تلك العطيات أن تقام أماكن لإقامة التجار والزوار والمسافرين لذلك ازدهر بها بناء الخانات أو فنادق العصور القديمة.

## بداية العصر الإسلامي
في بداية العصر الإسلامي بدأت إشادة الخانات في مدينة دمشق في العصر الأموي عندما كانت دمشق عاصمة الدولة الإسلامية حيث كانت الخانات منتشرة داخل وخارج المدينة على طرق السفر المؤدية إلى دمشق.

## العصر الزنكي
ومن أهم الخانات الأموية في المدينة دار الضيافة التي تعود إلى عام 720 م انشئت لاستقبال الزوار وتوفير المسكن والراحة لهم ومن الخانات خان أماجور 878 م وفي عهد نور الدين زنكي تزايدت الخانات وأماكن إقامة الزوار في دمشق

## العصر الأيوبي
في العصر الأيوبي أنشئت خانات أخرى وكان يلحق في بعض هذه الخانات مقاهي واستراحات وتوفر مستلزمات الإقامة والمبيت.

## العصر المملوكي
في العصر المملوكي وصل عدد الخانات في مدينة دمشق إلى أكثر من 150 خان معظم هذه الخانات لم يعد له وجود الآن ومن الخانات خان جقمق وخان الدكة وخان السوق وغيرها.

## العهد العثماني
وفي العهد العثماني بني 83 خان لإقامة الزوار والمسافرين، وفي مطلع القرن العشرين بدء دور هذه الخانات يقل بعد ظهور الفنادق وانتشارها ومن هذه الخانات:-
- خان المرادية
- خان السفرجلانية
- خان أسعد باشا
- خان الجمرك
- خان الزعفرانية
- خان سليمان باشا
- خان العامود
- خان القوتلي
- خان التوتون
- خان العصرونية
- خان القيشاني
- خان الجلود
- خان مردم بك
- خان الصوف
- خان الكزبري
- خان السلق
- خان الجيجاوي
- خان الزيت
- خان شموط
- خان الصنوبر
- خان القطن
- خان الحرير
- خان الرز
- خان الصدرانية
- خان الصوان
- خان العرائس
- خان الخياطين